# Cândido Firmino de Mello-Leitão
Cândido Firmino de Mello-Leitão (Campina Grande, 17 luglio 1886 – Rio de Janeiro, 14 dicembre 1948) è stato un aracnologo e zoologo brasiliano.

## Biografia
Ha pubblicato circa 200 studi sulla tassonomia degli Aracnidi ed è unanimemente considerato il fondatore dell'aracnologia nell'America meridionale.
Nel 1913 ha iniziato ad insegnare zoologia all'Escola Superior de Agricultura e Medicina Veterinária in Piraí, Rio de Janeiro e nel 1915 ha pubblicato il suo primo studio tassonomico.
Dal 1931 al 1937 è stato professore associato al Museo Nazionale di Rio de Janeiro, e qui ha approfondito gli studi sulle collezioni di opilioni, solifugi, Amblypygi, Uropygi e soprattutto ragni presenti nelle collezioni del museo.
Tra le specie di ragni rinvenute e studiate da Mello-Leitão va ricordata la Lasiodora parahybana, ragno endemico proprio di Campina Grande, che ha la peculiarità di predare anche piccoli uccelli.
Dal 1943 al 1945 è stato presidente dell'Accademia brasiliana delle Scienze.

## Specie e generi descritti
Il seguente elenco di taxa da lui descritti, non esaustivo, rende chiaro l'enorme lavoro svolto:
- Acanthoscurria chiracantha Mello-Leitão, 1923
- Acanthoscurria cunhae Mello-Leitão, 1923
- Acanthoscurria gomesiana Mello-Leitão, 1923
- Acanthoscurria juruenicola Mello-Leitão, 1923
- Acanthoscurria melanotheria Mello-Leitão, 1923
- Acanthoscurria parahybana Mello-Leitão, 1926
- Acanthoscurria paulensis Mello-Leitão, 1923
- Acanthoscurria rhodothele Mello-Leitão, 1923
- Acanthoscurria rondoniae Mello-Leitão, 1923
- Acanthoscurria violacea Mello-Leitão, 1923
- Amauropilio Mello-Leitão, 1937
- Ammotrecha araucana Mello-Leitão, 1942
- Ammotrechella bolivari Mello-Leitão, 1942
- Ammotrechula boneti Mello-Leitão, 1942
- Arochoides integrans Mello-Leitão, 1935
- Arochoides Mello-Leitão, 1935
- Arruda Mello-Leitão, 1940
- Avicularia ancylochira Mello-Leitão, 1923
- Avicularia bicegoi Mello-Leitão, 1923
- Avicularia cuminami Mello-Leitão, 1930
- Avicularia juruensis Mello-Leitão, 1923
- Avicularia nigrotaeniata Mello-Leitão, 1940
- Avicularia palmicola Mello-Leitão, 1945
- Avicularia pulchra Mello-Leitão, 1933
- Avicularia taunayi (Mello-Leitão, 1920)
- Bastioides Mello-Leitão, 1931
- Berlaia Mello-Leitão, 1940
- Bogdana Mello-Leitão, 1940 (opilione)
- Bourguyia Mello-Leitão, 1923
- Bresslauius Mello-Leitão, 1935
- Bristoweia Mello-Leitão, 1924
- Bunostigma Mello-Leitão, 1935
- Cadeadoius Mello-Leitão, 1936
- Calcarogyndes Mello-Leitão, 1932
- Camarana Mello-Leitão, 1935
- Camposicola Mello-Leitão, 1924
- Campostrecha felisdens Mello-Leitão, 1937
- Campostrecha Mello-Leitão, 1937
- Catumiri argentinense (Mello-Leitão, 1941)
- Cecoditha parva Mello-Leitão, 1939
- Cecoditha Mello-Leitão, 1939
- Ceropachylinus Mello-Leitão, 1943
- Ceropachylus Mello-Leitão, 1942
- Cesonia irvingi (Mello-Leitão, 1944)
- Cnemoleptes Mello-Leitão, 1941
- Cordobulgida bruchi Mello-Leitão, 1938
- Cordobulgida Mello-Leitão, 1938
- Cryptogeobius Mello-Leitão, 1935
- Cyclosternum garbei (Mello-Leitão, 1923)
- Cyriocosmus fasciatus (Mello-Leitão, 1930)
- Cyrtopholis zorodes Mello-Leitão, 1923
- Dasycleobis crinitus Mello-Leitão, 1940
- Dasycleobis Mello-Leitão, 1940
- Discocyrtoides Mello-Leitão, 1923
- Eopachylus Mello-Leitão, 1931
- Ergastria Mello-Leitão, 1941
- Eupalaestrus spinosissimus Mello-Leitão, 1923
- Friburgoia Mello-Leitão, 1931
- Fritziana Mello-Leitão, 1937
- Garatiba Mello-Leitão, 1940
- Gaucha fasciata Mello-Leitão, 1924
- Gaucha Mello-Leitão, 1924
- Gauchella stoeckeli Mello-Leitão, 1937
- Gauchella Mello-Leitão, 1937
- Goniosomoides Mello-Leitão, 1932
- Grammostola inermis Mello-Leitão, 1941
- Grammostola porteri (Mello-Leitão, 1936)
- Grammostola porteri Mello-Leitão, 1936
- Grammostola pulchra Mello-Leitão, 1921
- Guaraniticus Mello-Leitão, 1933
- Gyndesoides Mello-Leitão, 1933
- Gyndoides Mello-Leitão, 1927
- Hapalopus nigriventris (Mello-Leitão, 1939)
- Hapalopus nondescriptus Mello-Leitão, 1926
- Hapalotremus cyclothorax (Mello-Leitão, 1923)
- Hapalotremus exilis (Mello-Leitão, 1923)
- Hapalotremus muticus (Mello-Leitão, 1923)
- Hapalotremus scintillans (Mello-Leitão, 1929)
- Hemiercus proximus Mello-Leitão, 1923
- Hermachura leuderwaldti Mello-Leitão, 1923
- Hermachura Mello-Leitão, 1923
- Heteromeloleptes Mello-Leitão, 1931
- Heterophrynus seriatus Mello-Leitão, 1940
- Holmbergiana Mello-Leitão, 1931
- Holoversia Mello-Leitão, 1940
- Homoeomma hirsutum (Mello-Leitão, 1935)
- Homoeomma montanum (Mello-Leitão, 1923)
- Homoeomma uruguayense (Mello-Leitão, 1946)
- Ibotyporanga Mello-Leitão, 1944
- Iguapeia Mello-Leitão, 1935
- Iguassua Mello-Leitão, 1935
- Iporangaia Mello-Leitão, 1935
- Iridopelma zorodes (Mello-Leitão, 1926)
- Jussara Mello-Leitão, 1935 (opilione)
- Lasiodora acanthognatha Mello-Leitão, 1921
- Lasiodora citharacantha Mello-Leitão, 1921
- Lasiodora cristata Mello-Leitão, 1923
- Lasiodora cryptostigma Mello-Leitão, 1921
- Lasiodora difficilis Mello-Leitão, 1921
- Lasiodora dolichosterna Mello-Leitão, 1921
- Lasiodora dulcicola Mello-Leitão, 1921
- Lasiodora erythrocythara Mello-Leitão, 1921
- Lasiodora fracta Mello-Leitão, 1921
- Lasiodora itabunae Mello-Leitão, 1921
- Lasiodora lakoi Mello-Leitão, 1943
- Lasiodora mariannae Mello-Leitão, 1921
- Lasiodora parahybana Mello-Leitão, 1917
- Lasiodora pleoplectra Mello-Leitão, 1921
- Lasiodora sternalis (Mello-Leitão, 1923)
- Lasiodora subcanens Mello-Leitão, 1921
- Lihuelistata metamerica (Mello-Leitão, 1940)
- Liogonyleptoides Mello-Leitão, 1925
- Liops Mello-Leitão, 1940
- Lussanvira Mello-Leitão, 1935
- Lyogoniosoma Mello-Leitão, 1926
- Mangaratiba Mello-Leitão, 1940
- Mastigoproctus colombianus Mello-Leitão, 1940
- Mastigoproctus minensis Mello-Leitão, 1931
- Mastigoproctus perditus Mello-Leitão, 1931
- Mesochernes australis Mello-Leitão, 1939
- Metagraphinotus Mello-Leitão, 1927
- Metagyndoides Mello-Leitão, 1931
- Metalycomedes Mello-Leitão, 1927
- Meteusarcoides Mello-Leitão, 1922
- Mortola mortola Mello-Leitão, 1938
- Mortola Mello-Leitão, 1938 (solifugo)
- Mortolinae Mello-Leitão, 1938
- Mummucina exlineae Mello-Leitão, 1943
- Munequita Mello-Leitão, 1941
- Neoancistrotus Mello-Leitão, 1927
- Neodiplothele Mello-Leitão, 1917
- Neosadocus Mello-Leitão, 1926
- Onostemma Mello-Leitão, 1938
- Pachylusius Mello-Leitão, 1949
- Paradiscocyrtus Mello-Leitão, 1927
- Parageaya Mello-Leitão, 1933
- Paraluederwaldtia Mello-Leitão, 1927
- Parapachylibunus Mello-Leitão, 1935
- Phalangochilus Mello-Leitão, 1938
- Philoponella Mello-Leitão, 1917
- Phormictopus australis Mello-Leitão, 1941
- Phormictopus ribeiroi Mello-Leitão, 1923
- Physoctonus Mello-Leitão, 1934
- Pikelinia Mello-Leitão, 1946
- Plesiopelma insulare (Mello-Leitão, 1923)
- Plesiopelma minense (Mello-Leitão, 1943)
- Plesiopelma physopus (Mello-Leitão, 1926)
- Plesiopelma rectimanum (Mello-Leitão, 1923)
- Poecilosophus Mello-Leitão, 1948
- Polyacanthoprocta Mello-Leitão, 1927
- Proctobunoides Mello-Leitão, 1944
- Prorachias bristowei Mello-Leitão, 1924
- Prorachias Mello-Leitão, 1924
- Proshapalopus anomalus Mello-Leitão, 1923
- Proshapalopus multicuspidatus (Mello-Leitão, 1929)
- Proshapalopus Mello-Leitão, 1923
- Psalistopoides Mello-Leitão, 1934
- Psammogeaya Mello-Leitão, 1946
- Pseudogyndes Mello-Leitão, 1932
- Pulocria Mello-Leitão, 1935
- Pygophalangodus Mello-Leitão, 1931
- Roeweria Mello-Leitão, 1923
- Ruschia Mello-Leitão, 1940
- Saitis spinosus (Mello-Leitão, 1945)
- Saitis variegatus Mello-Leitão, 1941
- Schizomus hanseni Mello-Leitão, 1931
- Sericopelma fallax Mello-Leitão, 1923
- Singram Mello-Leitão, 1937
- Sodreana Mello-Leitão, 1922
- Spinopilar Mello-Leitão, 1940
- Stygnobates Mello-Leitão, 1927
- Tapinauchenius violaceus (Mello-Leitão, 1930)
- Taquara Mello-Leitão, 1936
- Thiodina melanogaster Mello-Leitão, 1917
- Tibangara Mello-Leitão, 1940a
- Tingomaria Mello-Leitão, 1948
- Trichodamon froesi Mello-Leitão, 1940
- Trichodamon princeps Mello-Leitão, 1935
- Trichodamon Mello-Leitão, 1935
- Trichominua Mello-Leitão, 1938
- Triglochinura Mello-Leitão, 1924
- Tupacarana Mello-Leitão, 1939
- Uracantholeptes Mello-Leitão, 1926
- Urodiabunus Mello-Leitão, 1935
- Uropachylus Mello-Leitão, 1922
- Uspallata Mello-Leitão, 1938
- Uspallata pulchra Mello-Leitão, 1938
- Vitalius dubius (Mello-Leitão, 1923)
- Vitalius roseus (Mello-Leitão, 1923)
- Vitalius sorocabae (Mello-Leitão, 1923)
- Vitalius vellutinus (Mello-Leitão, 1923)
- Vitalius wacketi (Mello-Leitão, 1923)
- Ypsilonurus Mello-Leitão, 1933
- Yraguara Mello-Leitão, 1937
- Zalanodius Mello-Leitão, 1936
- Zortalia Mello-Leitão, 1936

## Portano il suo nome
In suo onore sono state denominati molti generi e specie di ragni fra cui:
- Chaco melloleitaoi (Bücherl, Timotheo & Lucas, 1971) (Nemesiidae), (Araneae)
- Coryphasia melloleitaoi Soares & Camargo, 1948 (Salticidae), (Araneae)
- Cyclosternum melloleitaoi Bücherl, Timotheo & Lucas, 1971 (Theraphosidae), (Araneae)
- Hahnia melloleitaoi Schiapelli & Gerschman, 1942 (Hahniidae), (Araneae)
- Hibana melloleitaoi Caporiacco, 1947 (Anyphaenidae), (Araneae)
- Idiops melloleitaoi Caporiacco, 1949 (Idiopidae), (Araneae)
- Linothele melloleitaoi Brignoli, 1983 (Dipluridae), (Araneae)
- Misumenops melloleitaoi Berland, 1942 (Thomisidae), (Araneae)
- Mangora melloleitaoi Levi, 2007 (Araneidae), (Araneae)
- Mastophora melloleitaoi (Canals, 1931) (Araneidae), (Araneae)
- Naubolus melloleitaoi Caporiacco, 1947 (Salticidae), (Araneae)
- Zygoballus melloleitaoi Galiano, 1980 (Salticidae), (Araneae)